# Loxosceles coyote
Espèce
Loxosceles coyote est une espèce d'araignées aranéomorphes de la famille des Sicariidae.

## Distribution
Cette espèce est endémique du Sonora au Mexique,.

## Description
Le mâle holotype mesure 7,7 mm et la femelle 7,7 mm.

## Étymologie
Son nom d'espèce lui a été donné en référence au lieu de sa découverte, El Coyote.

## Publication originale
- Gertsch & Ennik, 1983 : The spider genus Loxosceles in North America, Central America, and the West Indies (Araneae, Loxoscelidae). Bulletin of the American Museum of Natural History, vol. 175, p. 264-360 (texte intégral).